# 暁中学校・高等学校
暁中学校・高等学校・（あかつきちゅうがっこう・こうとうがっこう）は、三重県四日市市萱生町にある私立中学校・高等学校。
中高一貫教育を行う6年制と、高等学校のみの3年制の2つの部からなる。6年制では、高校1〜3年生は中学から連続して4〜6年生と呼ばれている。以下の記述はそれに従う。

## 概要
設置者は学校法人暁学園。中学・高校は学園設立当初から存在したが、現在のように中高一貫教育の6年制と高等学校のみの3年制の2部体制になったのは1983年（昭和58年）である。
3年制校長は高等学校校長が、6年制校長は中学校校長（高校副校長との兼任）が担当する。

## 所在地
中・高校舎は暁学園本部と同じ敷地内(ただし6年制と3年制の校舎はグラウンドを挟んで分かれている)にあるが、暁幼稚園、暁小学校は富州原周辺、四日市大学はあかつき台南方に存在する。
また、萱生城跡地に建てられたため、高台に位置し、南西部に住宅地（あかつき台）が広がる。

## 沿革
- 1946年（昭和21年）3月 - 暁学園設立。所在地は四日市市天ヶ須賀。
- 1946年（昭和21年）5月 - 暁幼稚園開園。
- 1948年（昭和23年）4月 - 暁中学校・暁小学校開校。
- 1949年（昭和24年）4月 - 暁高校開校（全日制と定時制）。
- 1951年（昭和26年）4月 - 全日制の男子の募集を停止する。
- 1965年（昭和40年）9月 - 暁学園本部・短期大学・中学校・高等学校が現在地に移転。
- 1976年（昭和51年）4月 - 高等学校定時制の募集を停止（1979年（昭和54年）をもって廃止）。
- 1983年（昭和58年）4月 - 中学校・高等学校（6年制）が発足。
- 1991年（平成3年）4月 - 高等学校家政科の募集停止（1998年（平成10年）廃止）。全日制普通科のみとなる。
- 1993年（平成5年）4月 - 高校（3年制）、男女共学となる。
- 1996年（平成8年）10月 - 暁学園萱生校舎全館に空調設備完成
- 2002年（平成14年）8月 - 現在の新校舎完成。
- 2007年（平成19年）3月 - 高校（3年制）、新教室棟完成。
- 2012年（平成24年）3月 - 高校（3年制）、新管理棟完成。

## 教育方針

### 学園綱領
人間たれ　

## 設置学科

### 6年制
6年制では、2010年（平成22年）度より、1年次からアドバンストコース（AC）・スーパーアドバンストコース（SAC）の2コース制が導入された。アドバンストコースでは、国公立大学や難関私立大学への進学が念頭に置かれ、スーパーアドバンストコースでは、難関国立大学への進学が目標にすえられている。
なお、2018年（平成30年）度からアドバンストコースはサイエンスグローバルコース（SGC）に変わり、学園側は英語・理数教育の充実を掲げているが、本質は元と同じである。
2020年（令和2年）度からはAO入試がなくなり、SGCコースもなくなる。

### 3年制
全日制課程
- 普通科（I類進学・II類進学・II類英進）
  - I類進学 - 4年制私立大学、短期大学、専門学校など多様な進路をカバーするコース。
  - II類進学 - 4年制大学への進学を目的とするコース。月・火曜日に7限授業を実施（1・2年のみ）。
  - II類英進 - 国公立大学や難関私立大学を目指すコース。月・火・木・金曜日に7限授業を実施。

※ A週日課（第1、3、5週）とB週日課に別れ、A週は土曜授業（4限）がある。

## 制服
男女ともブレザーだが、女子制服の上着は、合わせの部分が斜めにカットされている点が特徴的である。6年制と3年制とで、ネクタイやリボン、スカートの色などに相違がある。
三重県の地元情報誌『月刊くじら』では、同県制服人気ランキングで2位となったことがある。

## 部活動
中学生はほとんどの生徒が所属し、活動している。高校生の部活の大部分は、6年制、3年制の生徒が一緒に活動をしている。
※ * 印が付くのは3年制のみに置かれているクラブである。

### 運動部
駅伝部は兼任が可能で、大会前に募集される。
- 硬式テニス（男・女）
- サッカー
- バレーボール（男・女）
- 体操
- バスケットボール（男・女）
- 陸上
- 剣道
- 硬式野球 *
- 軟式野球
- 水泳（プールは校内にないので、各自がスイミングスクール等で練習をし大会等は水泳部として出場。）
- ソフトテニス *
- ハンドボール（女子） *
- バドミントン *
- 自転車競技 *
- 卓球 *
- バトン *

### 文化部
- 合唱
- 演劇 *
- 吹奏楽
- パソコン
- 美術
- 競技かるた
- 茶道
- 将棋
- 理科（科学部門、パソコン部門がある。）
- ESS
- 国際交流 *
- 華道 *
- クッキング *
- 英語部 *

### 主な成績
音楽部合唱部は、2007年（平成19年）に岩手県で行われた全日本合唱コンクール全国大会に出場した。
自転車競技部は2014年（平成26年）度高校総体総合4位、チームスプリント2位、ケイリン3位、1Kmタイムトライアル4位、他にも全国で多数入賞している。
サッカー部は第79回全国高校サッカー選手権に出場した。

## 主な学校行事
- 4月:遠足
- 5月: 体育祭（1〜5年生）写生大会（1〜3年生）
- 6月: 陸上競技大会（3年制）
- 7月: スポーツ大会、（1〜3年生、体育祭色別対抗）
- 9月: 中高祭（1〜5年生）、
- 11月: 合唱コンクール（1〜3年生と4年の音楽選択者・中学合唱部）、遠足（3年制）
- 1月: 百人一首大会（1〜5年生）
- 2月: 伊坂ダムマラソン大会（3年制）
- 3月（〜4月）: スポーツ大会（1〜3年生、体育祭色別対抗）、海外語学研修（2〜4年生の希望者）

## 最寄り駅
暁学園前駅（三岐鉄道三岐線）下車、徒歩で約15分。駅から学校までの道のりには急な坂道がある。

## 著名な出身者
- 是澤涼輔 - 野球選手
- 勝又伸悟 - 芸人：マチコ
- 近藤くみこ - 芸人：ニッチェ
- 柴田孝之 - 司法試験講師、菰野町長
- 和波智広 - サッカー選手
- 米山大輔 - サッカー選手
- 間瀬秀一 - サッカーコーチ兼通訳
- 吉川ウィリアム - サッカー選手
- 太田岳志 - サッカー選手
- 水谷侑暉 - サッカー選手[1]
- 岩野夏帆 - 水球選手[2]、2020東京オリンピック日本代表[3]（暁中卒[2]）
- 小松未可子 - 声優、女優、歌手（日出高校へ転校）
- 松本宣子 - 柔道家
- 澤田真吾 - プロ棋士
- 西村育子 - フリーアナウンサー